# Jacques Massu
Jacques Massu (ur. 5 maja 1908 w Châlons-sur-Marne, zm. 26 października 2002 w Conflans-sur-Loing) – francuski generał, jeden z najbliższych współpracowników gen. Charles'a de Gaulle'a.

## Życiorys
Pochodził z rodziny o wojskowych tradycjach, był prawnukiem siostry napoleońskiego marszałka Michela Neya. W wojsku w latach 1928–1969; wielokrotnie odznaczany uczestnik licznych wojen: II wojny światowej, wojny indochińskiej, wojny z Egiptem w 1956 i wojny w Algierii.
Dowodził francuskimi wojskami stacjonującymi w Niemczech z kwaterą główną w Baden-Baden. 29 maja 1968, podczas majowych zaburzeń we Francji przybył do jego siedziby prezydent V Republiki gen. Charles de Gaulle. Przywódca Francji odbył wówczas z generałem rozmowę, po której zdecydował się na powrót do kraju i walkę z zamieszkami.